# Hoechst 33342
Der Fluoreszenzfarbstoff Hoechst 33342 (bisBenzimid) wird in der Fluoreszenzmikroskopie zur Anfärbung von Desoxyribonukleinsäure (DNA) genutzt.
Hoechst 33342 wird von UV-Licht bei einer Wellenlänge von etwa 340 nm (ungebunden; gebunden 355 nm) angeregt und emittiert Licht im Spektrum von Blau bis Cyan (ca. 510 nm). Gebunden an DNA liegt das Immissionsmaximum bei 355 nm; das Emissionsmaximum bei etwa 465 nm. Durch die Interaktion mit DNA wirkt Hoechst 33342 potentiell karzinogen und mutagen.

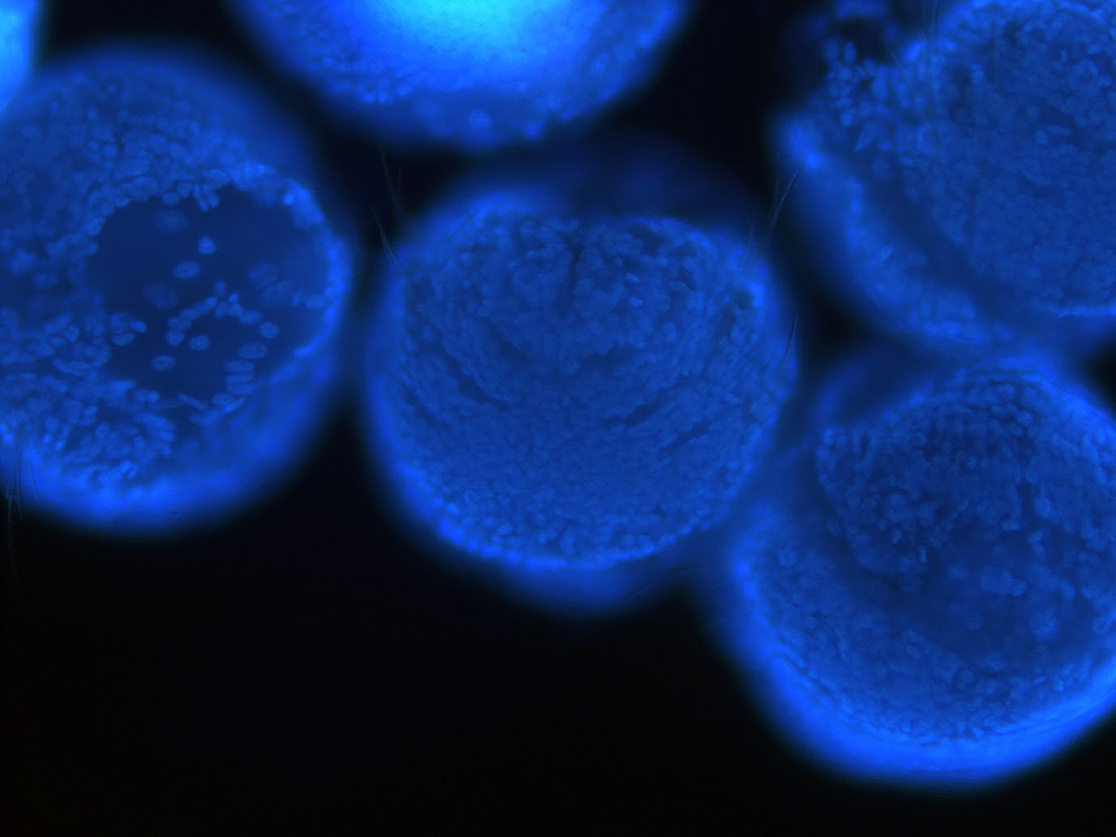
Mit Hoechst 33342 angefärbte Zellkerne der Larven von Platynereis dumerilii.

Wegen seiner geringen kurzfristigen Giftigkeit kann Hoechst 33342 (und ähnliche Farbstoffe wie Hoechst 33258 oder H 34580) zur Zellzahlkontrolle in Lebendzellexperimenten eingesetzt werden.